# Batilde de Anhalt-Dessau
Batilde Amalgunda de Anhalt-Dessau (em alemão:  Bathildis Amalgunde; Dessau, 29 de dezembro de 1837 — Náchod, 10 de fevereiro de 1902) foi uma princesa de Anhalt-Dessau e membro da Casa de Ascânia por nascimento. Como esposa do príncipe Guilherme de Eschaumburgo-Lipa foi uma princesa de Eschaumburgo-Lipa por casamento.

## Família
Batilde Amalgunda nasceu em 29 de dezembro de 1837 em Dessau, Ducado de Anhalt. Era a segunda filha do príncipe Frederico Augusto de Anhalt-Dessau (1799-1864) e de sua esposa, a princesa Maria Luísa de Hesse-Cassel (1814-1895), filha do conde Guilherme de Hesse-Cassel (1787-1867) e da princesa Luísa Carlota da Dinamarca (1789-1864), e irmã da rainha Luísa da Dinamarca. Batilde era irmã mais nova da Grã-Duquesa Adelaide de Luxemburgo.

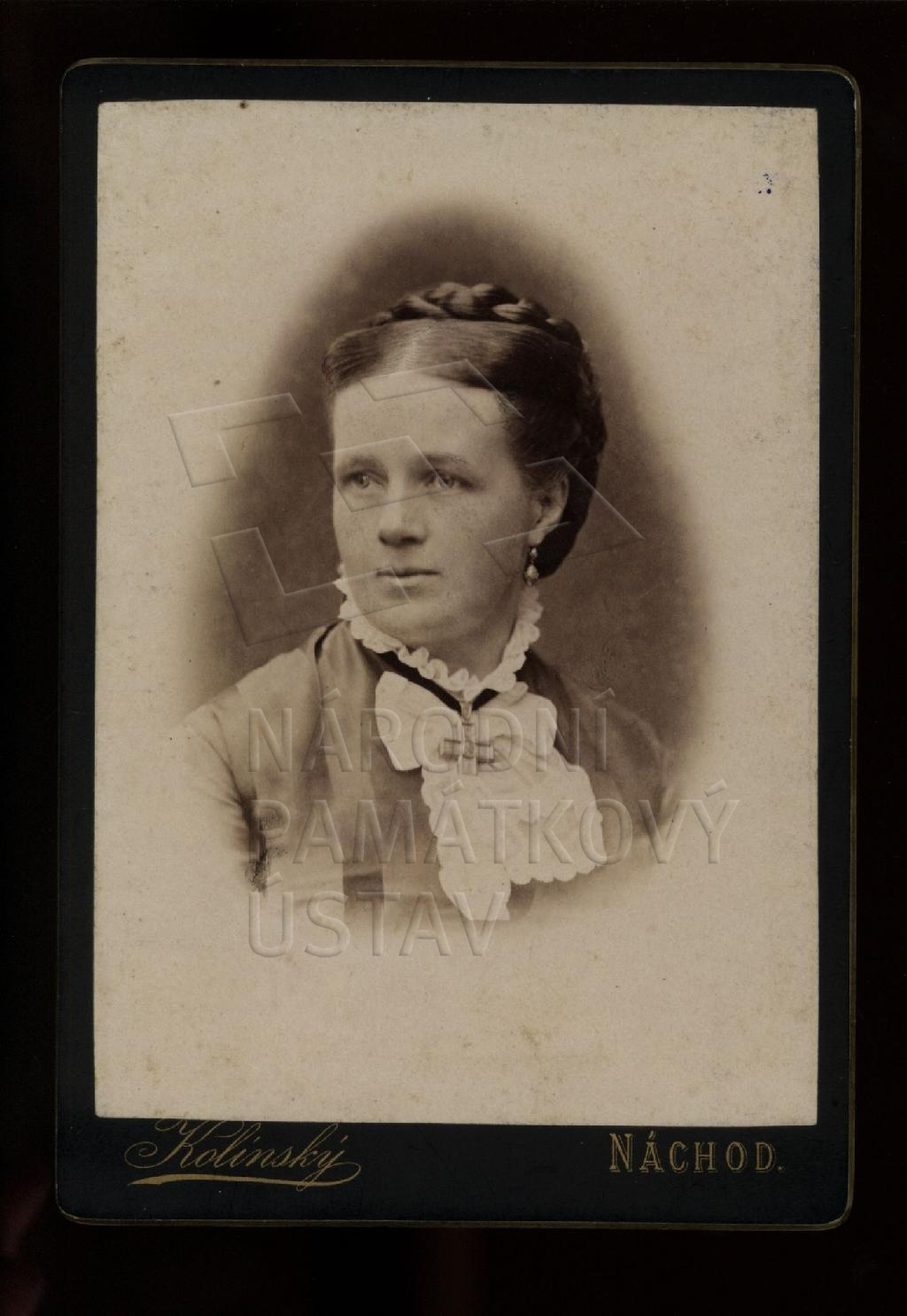
Fotografia de Batilde

## Casamento e descendência
Em 30 de maio de 1862, Batilde casou-se com o príncipe Guilherme de Eschaumburgo-Lipa (1837–1902) em Dessau. Juntos, eles eram pais de oito filhos. O casal mudou-se para o Castelo Náchod, na Boêmia, e, após a conclusão de uma reforma, estabeleceram residência no Castelo Ratiborschitz.
| Nome           | Nascimento             | Morte                  | Notas |
| -------------- | ---------------------- | ---------------------- | --- |
| Carlota        | 10 de outubro de 1864  | 16 de julho de 1946    | Casou-se com Guilherme II de Württemberg em 1886, sem descendência.                                                                                           |
| Francisco José | 08 de outubro de 1865  | 04 de setembro de 1881 | Não se casou, morreu aos 15 anos. |
| Frederico      | 30 de janeiro de 1868  | 12 de dezembro de 1945 | Casou-se com Luísa da Dinamarca em 1896, com descendência. Casou-se com Antonieta de Anhalt em 1909, com descendência.                                        |
| Alberto        | 24 de outubro de 1869  | 25 de dezembro de 1942 | Casou-se com Elsa de Württemberg em 1897, com descendência.                                                                                                   |
| Maximiliano    | 13 de março de 1871    | 01 de abril de 1904    | Casou-se com Olga de Württemberg em 1898, com descendência.                                                                                                   |
| Batilde        | 21 de maio de 1873     | 6 de abril de 1962     | Casou-se com Frederico, Príncipe de Waldeck e Pyrmont em 1895, com descendência.                                                                              |
| Adelaide       | 22 de setembro de 1875 | 27 de janeiro de 1971  | Casou-se com Ernesto II, Duque de Saxe-Altemburgo em 1898, com descendência.                                                                                  |
| Alexandra      | 09 de junho de 1879    | 05 de janeiro de 1949  | Candidata a esposa de Pedro do Brasil.Noiva de Alexandre I da Sérvia - não se casou. Presidente da Cruz Vermelha em Náchod durante a Primeira Guerra Mundial. |

## Morte
A princesa Batilde morreu em 10 de Fevereiro de 1902 no Castelo Náchod, Boêmia (atual República Checa).